# Sinfonía n.º 7 (Schubert)

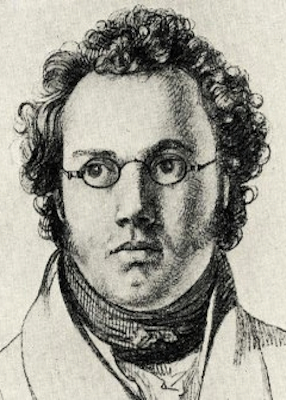
Schubert en 1821 dibujado por Josef Kupelwieser.

La Sinfonía n.º 7 en mi mayor, D. 729 es una obra inacabada compuesta por Franz Schubert en agosto de 1821.

## Historia

### Composición
La composición de esta obra tuvo lugar en agosto de 1821. A pesar de que la sinfonía, de aproximadamente 1.350 compases, está completa desde el punto de vista estructural, Schubert solo orquestó la introducción y los primeros 110 compases del primer movimiento. El resto de la obra continúa a lo largo de páginas con una partitura de 14 pentagramas, con la línea melódica y algunos contrapuntos y bajos ocasionales, que dan pistas de los cambios en la textura orquestal. Al parecer Schubert abandonó la composición de esta sinfonía para escribir la ópera Alfonso und Estrella y ya no volvió a trabajar en ella. En general la obra es aceptada como la Sinfonía. n.º 7 de Schubert, a pesar de que algunos expertos habían preferido dejar esa denominación para la quimérica Sinfonía Gastein, que se creía que se había escrito y perdido el 1824.
La partitura autógrafo original de Schubert fue donada por el hermano del compositor, Ferdinand Schubert, a Felix Mendelssohn. Más tarde fue adquirido por George Grove, quién lo legó al Royal College of Music de Londres, donde se encuentra en la actualidad bajo la referencia Ms. 586.
Existen diversos intentos de concluir la sinfonía:
- En 1881 el compositor inglés John Francis Barnett. Las partituras de esta versión se destruyeron en el incendio del Crystal Palace en 1936 y en la destrucción de la editorial Breitkopf & Härtel de Leipzig en 1943.
- En 1934 el compositor austriaco Felix Weingartner realizó un arreglo para completar la obra basándose en la copia de la partitura autógrafa que Johannes Brahms había mandado hacer y que se encuentra en los archivos de la Gesellschaft der Musikfreunde de Viena.
- En 1980 el compositor británico Brian Newbould también completó su propia versión de la sinfonía.
- En 2020 el compositor austriaco Richard Dünser elabora la versión más reciente de la sinfonía utilizando los borradores del Quinteto para cuerdas D. 936 y la canción "Im Walde" D. 708 como movimientos centrales. Dünser ve su versión como algo que va más allá de una "reconstrucción" puramente filológica y como un "seguir pensando y componiendo el material de Schubert", como una obra "de nueva creación".

La versión de Barnett se considera bastante acertada y, a diferencia de Weingartner, se acerca mucho más al lenguaje de Schubert. La versión de Newbould se considera la más fiel a la obra hasta la fecha ya que, a diferencia de Weingartner, se abstiene de intervenciones como recortes. 

### Estreno, primeras interpretaciones y publicación
La sinfonía completada por John Francis Barnett se estrenó el 5 de mayo de 1883 en el Crystal Palace de Londres y fue publicada por la editorial Breitkopf & Härtel como reducción para piano a cuatro manos. Es casi imposible determinar cuándo y con qué frecuencia se interpretó esta versión. No obstante, está documentada una interpretación en Cleveland, Ohio en el año conmemorativo de Schubert, 1928. The New York Times comentó el evento:

«En Cleveland, Nikolai Sokoloff y su Orquesta de Cleveland estrenaron en Estados Unidos la Sinfonía en Mi mayor. Schubert la había dejado en forma de boceto y tras su muerte pasó a Mendelssohn, presumiblemente para que la orquestara. Pero Mendelssohn también murió joven y la obra pasó a manos de Sir George Grove, quien la legó al Royal College of Music de Londres. John Francis Barnett, un británico menor, hizo la única orquestación en los años 80, pero nunca se publicó. A partir del manuscrito, 107 años después de que Schubert la escribiera, el director Sokoloff la interpretó y con ello superó en empresa al resto del mundo de la celebración.»
—The New York Times, 3 de diciembre de 1928.

No se sabe qué pasó con el material orquestal de esta interpretación, ni siquiera si aún existe.
En 1971 Ernst Märzendorfer interpretó en Viena una versión revisada de la partitura de Weingartner. Eliminó los retoques armónicos de Weingartner, los añadidos ajenos al estilo -especialmente las numerosas transiciones postcompuestas- y abrió las líneas, sobre todo en el Finale. La ORF emitió este concierto, pero la grabación ya no se encuentra en los archivos de la emisora. Esta revisión, sin embargo, apenas se ha dado a conocer. Para su obra, Märzendorfer también utilizó la copia de la partitura autógrafa que Brahms había mandado hacer.
La versión de Dünser se estrenó el 6 de marzo de 2022 en Múnich con la Blutenburg Kammerphilharmonie bajo la batuta de Gerrit Priessnitz. Está publicada por Edición Peters. El estreno finlandés fue el 24 de marzo de 2022 en Espoo con la Tapiola Sinfonietta bajo la dirección de Mario Venzago, que fue quien encargó a Dünser completar esta sinfonía. El estreno austriaco tuvo lugar el 25 de abril de 2023 en el Casino del Congreso de Baden con la Orquesta Filarmónica Beethoven dirigida por Thomas Rösner.

## Instrumentación
La partitura está escrita para una orquesta formada por:
- Viento madera: 2 flautas, 2 oboes, 2 clarinetes, 2 fagotes.
- Viento metal: 4 trompas, 2 trompetas, 3 trombones.
- Percusión: timbales.
- Cuerda: una sección de cuerdas con violines I y II, violas, violonchelos y contrabajos.

Se trata de un conjunto orquestal incluso más grande que el de la Sinfonía n.º 8 y la n.º 9 de Schubert.

## Estructura y análisis
La sinfonía consta de cuatro movimientos en dos versiones.
La versión de Schubert y Weingartner:
- I. Adagio ma non troppo – Allegro
- II. Andante
- III. Scherzo. Allegro deciso
- IV. Allegro vivace

La versión de Schubert y Newbould:
- I. Adagio 2
2 – Allegro 4
4
- II. Andante 6
8
- III. Scherzo. Allegro 3
4
- IV. Allegro giusto 2
4

Casi todos los movimientos en forma sonata, no hay ninguna transición explícita entre las secciones de Allegro. Los movimientos inicial y final, la presentación del primer tema se elimina en la recapitulación.